# Papaver heterophyllum
Papaver heterophyllum (Benth.) Greene – gatunek rośliny z rodziny makowatych (Papaveraceae Juss.). Występuje naturalnie w południowo-zachodniej części Stanów Zjednoczonych (w południowo-zachodniej Kalifornii) oraz północno-zachodnim Meksyku (w stanie Kalifornia Dolna). 

## Morfologia
PokrójRoślina jednoroczna dorastająca do 30–60 cm wysokości. Łodyga jest wyprostowana. Pędy zawierają jasnożółty sok.
LiścieNaprzemianległe. Mają pierzasto-klapowany kształt, złożone z 5–13 klapek. Mierzą 2 cm szerokości oraz 12 cm długości. Osadzone na ogonkach liściowych.
KwiatySą pojedyncze, rozwijają się w kątach pędów. Mają 2 wolne działki kielicha dorastające do 4–10 mm długości. Płatki są 4, nietrwałe, mają klinowy kształt i czerwonopomarańczową barwę z purpurowymi plamkami u nasady, osiągają do 10–20 mm długości. Kwiaty mają liczne pręciki. Zalążnia jest górna i jednokomorowa, z 4–11 owocolistków. Szyjka słupka trwała zakończona znamieniem z 4-11 płatami.
OwoceTorebki o odwrotnie jajowato elipsoidalnym kształcie. Osiągają 10–20 mm długości. Otwierają się przez zastawki usytuowane na wierzchołku. Nasion jest wiele, mają nerkowaty kształt i są pozbawione osłonki.

## Biologia i ekologia
Rośnie na terenach trawiastych i skalistych. Występuje na wysokości do 1200 m n.p.m. Kwitnie od kwietnia od maja. 

## Zmienność
W obrębie tego gatunku wyróżniono jedną odmianę:
- Papaver heterophyllum var. crassifolium (Benth.) Jeps.